# Françoise Castex
Françoise Castex (ur. 7 lutego 1956 w Agadirze) – francuska polityk, filolog, eurodeputowana VI i VII kadencji.

## Życiorys
Absolwentka filologii ma Université Toulouse II-Le Mirail. Odbyła też m.in. studia pomagisterskie (DEA) z pedagogiki. Początkowo pracowała w administracji terytorialnej jako doradca ds. edukacji i młodzieży w departamencie Gers, a w latach 1998–2000 jako doradca przewodniczącego rady generalnej. Później była konsultantem ministra delegowanego ds. nauczania zawodowego i pracownikiem Ministerstwa Spraw Zagranicznych. Od 1996 do 2001 zasiadała w radzie miejskiej Lavardens. Zaangażowała się w działalność organizacji na rzecz praw człowieka oraz organizacji oświatowych.
Od 1990 wybierana w skład rady krajowej Partii Socjalistycznej. W wyborach w 2004 uzyskała mandat posła do Parlamentu Europejskiego. Weszła w skład grupy Partii Europejskich Socjalistów, a także do Komisji Handlu Międzynarodowego. W 2009 została wybrana na kolejną kadencję, w PE zasiadała do 2014.